# Tulou
Tulou – ogólna nazwa wielopiętrowych, zazwyczaj obronnych budynków z ubitej ziemi (stąd nazwa chiń. upr. 土楼; chiń. trad. 土樓; pinyin tǔlóu; dosł. „ziemny budynek”). Przeznaczony do zamieszkiwania przez kilkadziesiąt rodzin, członków jednego rodu, stanowią istotny element architektury Hakków. Wznoszone od XII w., tulou występowały w wielu odmianach, najbardziej znane są okrągłe tulou z Fujianu (w tym m.in. Fujian tulou).

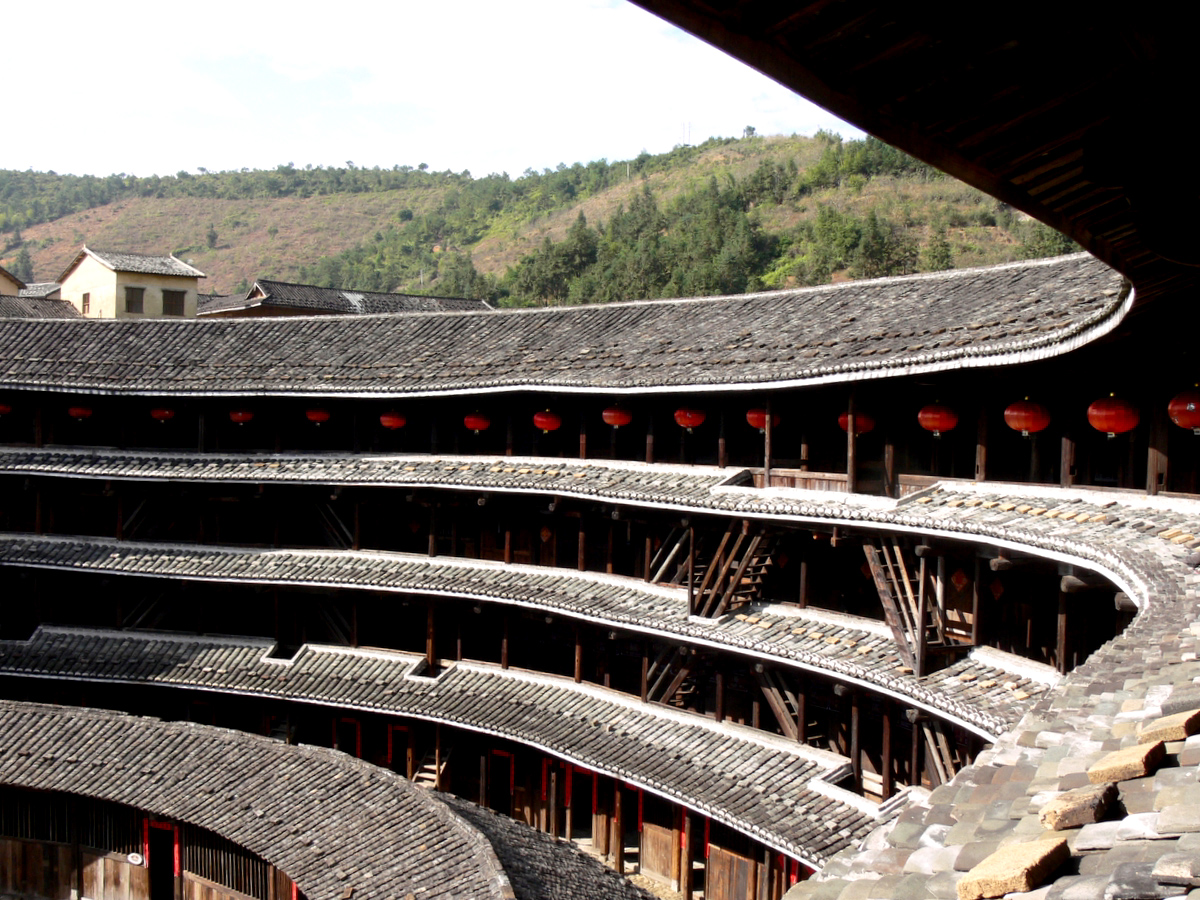
Widok na wnętrze tulou

## Geneza
Tulou „kondensują” w sobie kilka cech kultury tradycyjnych Chin:
- architektury
  - konstrukcja ze ścianami z ubitej ziemi, z drewnianą konstrukcją nośną i dachową
  - „zwrócenie się do wewnątrz” –  okna i drzwi wychodzą na wewnętrzny dziedziniec, przy ślepych ścianach zewnętrznych
- ustroju społecznego
  - rozbudowaną strukturę pokrewieństwa w obrębie lineażu
  - podział społeczny na lineaże, które były samowystarczalnymi jednostkami ekonomiczno-społeczno-prawno-militarnymi.

Konstrukcje ziemno-drewniane były powszechne w całych Chinach. Typowe chińskie domy, północny siheyuan i południowy sanheyuan miały konstrukcję opartą na wewnętrznym dziedzińcu otoczonym budynkami. Kompleks taki zamieszkiwała zazwyczaj jedna rodzina, w przypadku większych rodów kompleks był rozbudowywany tak, że tworzył ciąg kolejnych dziedzińców.
Tulou związane są z Hakkami, potomkami Chińczyków z północy, zmuszonych do emigracji w wyniku inwazji kitańskich, dżurdżeńskich i mongolskich, przede wszystkim z okresu songowskiego. Uciekając na południe, wkraczali na tereny już zajęte i zagospodarowane przez Chińczyków przybyłych tam dużo wcześniej, za czasów hanowskich. Nowi przybysze zmuszeni byli zajmować wyższe i mniej urodzajne tereny, i popadali w częste konflikty zbrojne z miejscową ludnością. Za czasów późnej dynastii Ming tereny południowo-wschodnich Chin, w szczególności Fujianu były narażone na najazdy piratów wakō. Osłabienie władzy cesarskiej spowodowało też wzrost siły politycznej lokalnych lineaży, co w połączeniu ze skomplikowaną sytuacją etniczną tych terenów powodowało częste i krwawe konflikty. Największe ich nasilenie nastąpiło w czasach dynastii Qing, na skutek gwałtownego wzrostu populacji i konkurencji o zasoby.
Powstanie tulou było odpowiedzią na powyższe zagrożenia i logicznym rozwinięciem istniejących struktur architektonicznych. W miejsce wielu zamkniętych, ale rozproszonych domów, stworzono jeden duży, przeznaczony dla kilkudziesięciu rodzin, członków jednego lineażu. Największa koncentracja takich budynków występuje na obszarze obejmującym wschodnią część prowincji Guangdong, południowe Jiangxi i zachodni Fujian.

## Typologia
Istnieje kilka typów tulou:

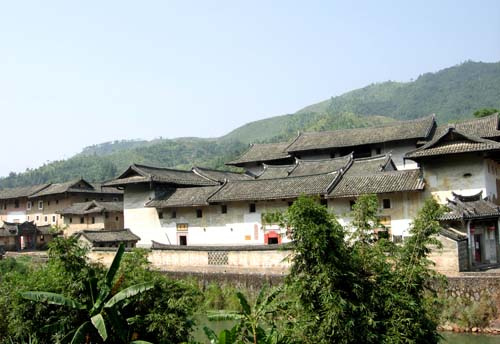
Budynek typu wufenglou. Widać trójdzielną halę główną i boczne skrzydła

- domy pięciu feniksów (五凤楼, wufenglou) – forma najwcześniejsza. Główne struktury to trzy tylne hale i dwa skrzydła (wiązane z pięcioma stronami świata, stąd „pięć feniksów”), otoczone murem. Forma o wyraźnej centralnej osi, najbardziej zbliżona do typowego sanheyuanu. Wersje rozbudowane mogły mieć więcej ciągów podwórców.

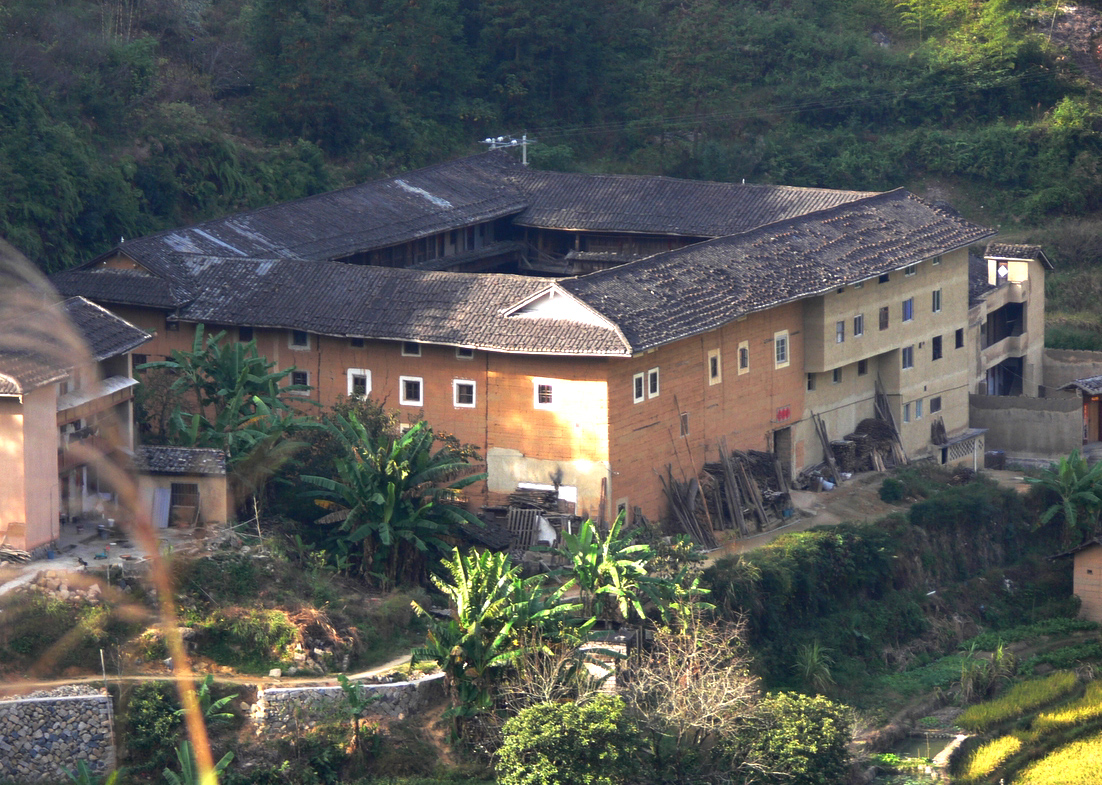
Prostokątny tulou

- prostokątne – powstały przez uproszczenie struktury dachów i podniesienie murów. Miały wyraźnie zaznaczoną główną oś, na której znajdowała się świątynia; pozostałe budynki kompleksu były rozmieszczone symetrycznie, niższe od strony bramy, ważniejsze, kilkupiętrowe, z tyłu kompleksu; budynki mogły mieć też jednakową wysokość tworząc jednolity prostokąt. Całość miała zdecydowanie bardziej obronny charakter od wufenglou.

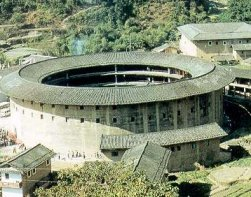
Okrągły tulou w Yongding

- okrągłe – zewnętrzne mury miały kształt okręgu. Czasem wewnątrz znajdowały się wewnętrzne pierścienie budynków (jeden lub więcej). Największe okrągłe tulou mają 60–70 m średnicy (dla porównania krakowski Barbakan ma 30 m średnicy). Okrągłe tulou występują w większości w prowincji Fujian (w tym grupa wpisana na listę światowego dziedzictwa UNESCO). Ze wszystkich form, ta ma najbardziej obronny charakter[4].
- podkowiaste, w kształcie ba gua, litery „U” i inne.

## Konstrukcja
Zaawansowana forma tulou miała grube (ponad 2 m) zewnętrzne mury, z ubitej ziemi, które były podstawową konstrukcją nośną i obronną. Z reguły nie posiadały okien poniżej drugiego piętra, ewentualnie jedynie otwory strzeleckie, do wnętrza prowadziła jedna brama. Wewnątrz budynek posiadał jeden lub więcej wewnętrznych dziedzińców i – w zależności od typu – piętrowe lub parterowe budowle wewnętrzne. Wzdłuż zewnętrznych murów wznoszono kilka pięter budynków, o różnej funkcji. Zazwyczaj na parterze znajdowały się pomieszczenia dla zwierząt gospodarczych i wozów; na pierwszym piętrze – składy; na drugim i wyższych – mieszkania poszczególnych rodzin. W centralnym budynku znajdowała się świątynia przodków, miejsce spotkań starszyzny rodowej. Budynek posiadał wewnętrzne studnie, przez co był samowystarczalny w przypadku oblężenia. W jednym tulou mieszkało kilkadziesiąt rodzin, największe mieściły ok. 800 osób. Tulou był „wioską w miniaturze”; często występowały w skupieniach po kilka – 3–5 tulou tworzyło jedną wieś.

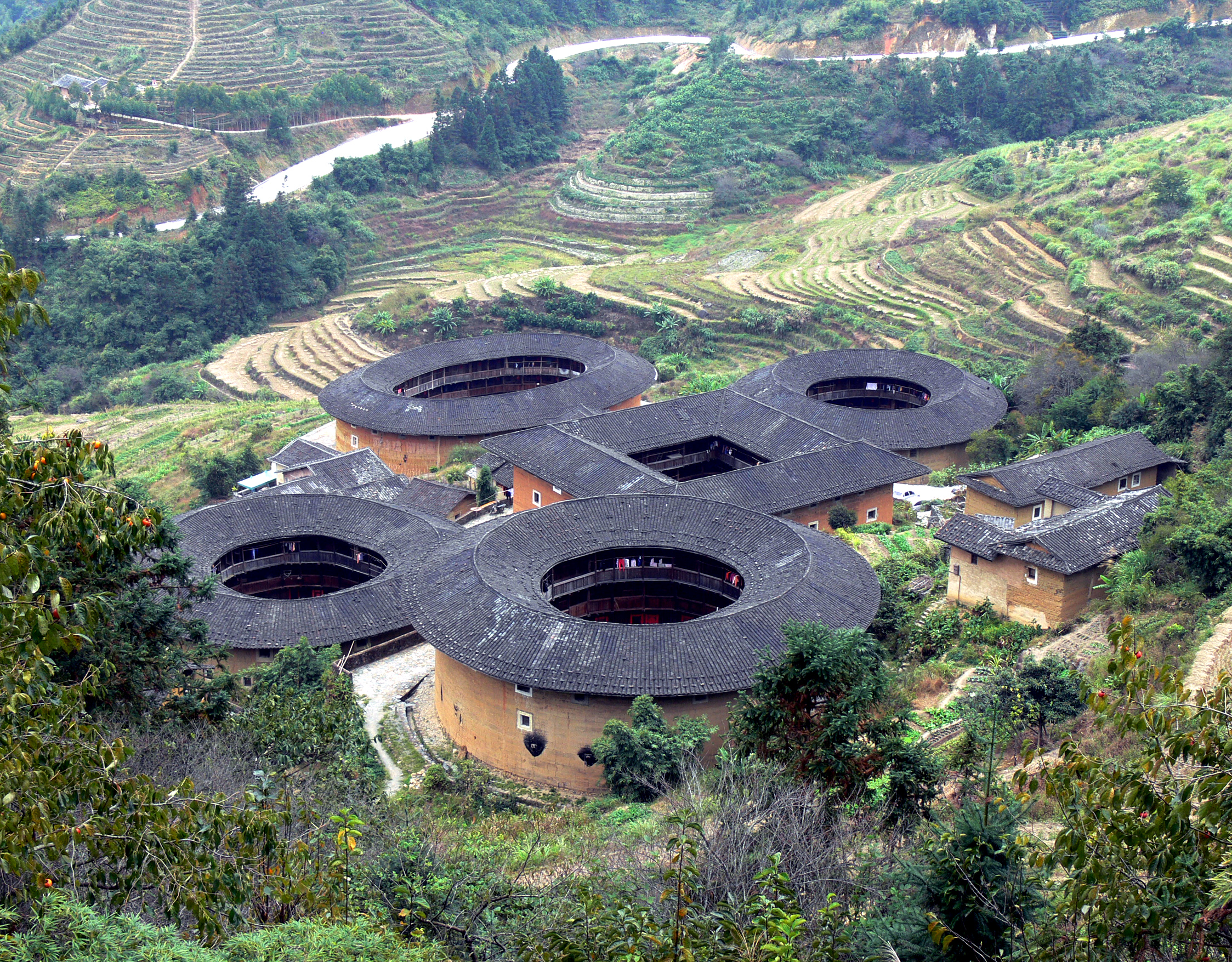
Grupa pięciu tulou

Przykładowo, dobrze zachowany okrągły tulou z Gaotou w północnym Fujianie, Chengqilou (承启楼; zbud. 1709) ma następującą konstrukcję (zob. plan ):
- Średnica zewnętrzna: 62,6 m
- podział wewnętrzny: świątynia centralna z podwórcem i 3 pierścienie budynków:
  - wewnętrzny – 20 pomieszczeń
  - środkowy – 34 pomieszczenia
  - zewnętrzny – 4 piętra po 72 pomieszczenia; cztery duże klatki schodowe; jedna duża i dwie boczne bramy
- maksymalna liczba mieszkańców: ok. 600 osób[5].

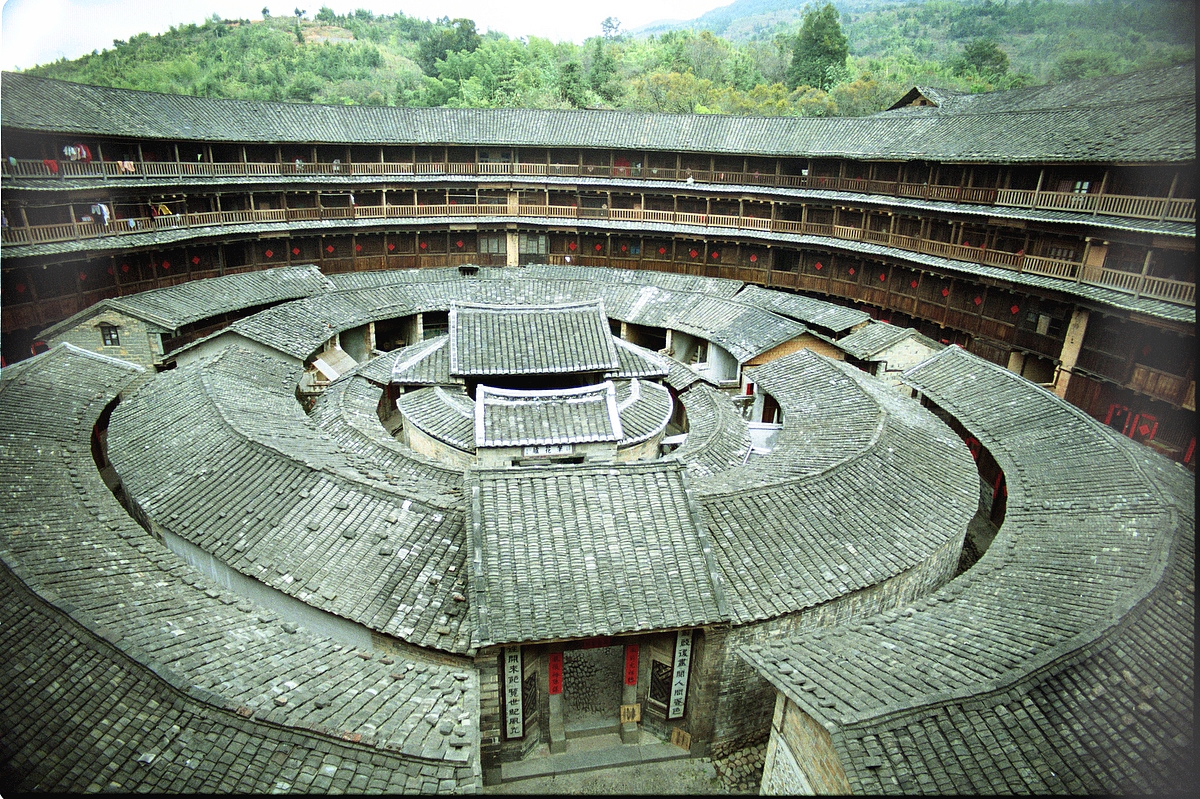
Chengqilou, wewnętrzne pierścienie

Tulou były często dzielone wewnętrznymi murami z ubitej ziemi, które miały powstrzymywać rozpowszechnianie się pożaru. Budowle te są dobrze dostosowana do obrony przed przeciwnikiem posiadającym najwyżej lekką artylerię przednowoczesnego typu, co całkowicie wystarczało w lokalnych konfliktach, między stronami dysponującymi zazwyczaj tylko bronią białą. Wakō też nie podejmowali ataków na tak ufortyfikowane wioski.
Do czasów obecnych przetrwało ok. 20 tys. kompleksów typu „pięć feniksów”; okrągłych jest ponad cztery razy mniej. Nie pełnią już funkcji obronnej, stanowiąc jedynie atrakcję turystyczną.